# Protees d'Atenes
Protees (en llatí Proteas, en grec antic Πρωτέας) fou un general (estrateg) atenenc del temps de la guerra del Peloponès, fill d'Epicles.
Va ser un dels tres comandants de l'esquadra que va ajudar a Còrcira en la seva lluita contra Corint abans de la guerra del Peloponès. L'any 431 aC va dirigir una flota atenenca formada per cent vaixells que va donar el tomb al Peloponès, segons diu Tucídides.